# Novoukraiinka, Kaniv
Novoukraiinka (în ucraineană Новоукраїнка) este un sat în comuna Pavlivka din raionul Kaniv, regiunea Cerkasî, Ucraina.

## Demografie
Componența lingvistică a localității Novoukraiinka
     Ucraineană (99,05%)
     Alte limbi (0,95%)
Conform recensământului din 2001, majoritatea populației localității Novoukraiinka era vorbitoare de ucraineană (99,05%), existând în minoritate și vorbitori de alte limbi.